# Akeboshi
Akeboshi (jap. アケボシ; * 1. Juli 1978 in Yokohama als Yoshio Akeboshi (明星 嘉男, Akeboshi Yoshio)) ist ein japanischer Pop- und Folkmusiker. Seine bekannteste Single Wind wurde beim ersten Abspann des Animes Naruto verwendet.

## Leben
Er lernte mit drei Jahren Klavier spielen und später auch Gitarre. Mit acht bis neun Jahren lebte er in Neuseeland, wo er mit westlicher Musik besonders U2 in Berührung kam. Mit 13 hatte er seine erste Band. Während seiner Oberschulzeit war er gleichzeitig in einer Band für klassisches Piano als auch für Hardcore Punk. Danach studierte er Musik am Liverpool Institute for Performing Arts. Dort war er in der Clubmusik-Band Sofaking. Sein erstes eigenes Werk das Mini-Album Stoned Town erschien 2002 und verkaufte sich mehr als 100.000-mal.

## Werk
Akeboshis Songs bestehen hauptsächlich aus englischen Texten, einige bekannte sind Night and day, Money und Wind. Früher waren seine Texte größtenteils in Japanisch. In seinen Stücken, z. B. bei Wind und Kamisama no Shitauchi, benutzt er eher das 5/4- statt des verbreiteten 4/4-Taktmaßes.

## Diskografie

### Studioalben
- Akeboshi: Akeboshis gleichnamiges Debütalbum wurde am 22. Juni 2005 von Epic Records Japan veröffentlicht.
Die meisten dieser Titel sind den Mini-Alben entnommen, wurden jedoch mit leicht veränderten Arrangements aufgenommen. Dieses Album enthält am Ende des letzten Liedes (nach etwa einer Minute Stille) als versteckten Titel eine variierte Aufnahme des Flöten-Themas aus A nine days’ wonder.
- Meet along the way: Sein zweites Album, Meet along the way, ist am 7. November 2007 bei Epic Records Japan erschienen.
- After the rain clouds go: Am 8. August 2014 erschien sein drittes Album After the rain clouds bei RoofTopOwl.
- Lying to Mom Original Soundtrack (鈴木家の嘘 Original Soundtrack): Der Soundtrack, zum gleichnamigen japanischen Film, erschien am 16. November 2018 bei RoofTopOwl.

### Kompilationen
- Roundabout (2008)

### Minialben
- Stoned Town (2002)
- White reply (2003)
- Faerie Punks (2004)
- Rusty lance (2005)
- Yellow Moon (2006)
- Colorful drops (2007)
- Start forming the words (2012)
- Koibitotachi (恋人たち) (2015)
- A little boy (2019)

## Arbeit mit Takako Matsu
Takako Matsus Single, Toki no Fune (veröffentlicht im September 2004) enthält zwei Titel, die von Akeboshi komponiert wurden. Der Titelsong ist eine Version von A nine days’ wonder, obwohl der Text des Songs verändert wurde und die Melodie einige kleine Modifikationen aufweist. Der Song wurde im Drama RUNAWAY verwendet, einem Remake des Films The Fugitive von 1993. Die Single beinhaltet außerdem eine Coverversion von White reply.